# Stanisław Sebastian Lubomirski
Stanisław Sebastian Lubomirski, né le 31 janvier 1875 à Cracovie, mort le 16 août 1932 à Karlovy Vary (République tchèque). Prince polonais de la famille Lubomirski.

## Biographie
Il est le fils d'Eugeniusz Adolf Lubomirski (1825-1911) et de Róża Zamoyska.
Il termine ses études secondaires à Cracovie. Puis étudie à Berlin et Fribourg. Après l'obtention de son diplôme, il rentre en Pologne où il co-fonde un établissement bancaire spécialisé dans les opérations financières et le commerce. En 1911, il le président du conseil d'administration de la Banque industrielle de Varsovie. En dehors de la banque, il s'occupe d'une exploitation de cire naturelle et achète des terrains sur l'île Czelekien (maintenant une péninsule) dans la Mer Caspienne pour extraire du pétrole.
En mai 1910, il deveient le fondateur et propriétaire du club aéronautique Warszawskiego Towarzystwa Lotniczego Awiata et crée la première école polonaise de pilotage civil. En 1926, il est le président de l'Union centrale de l'industrie polonaise, de l'exploitation minière, du commerce et des finances. Après l'unification de l'industrie il devient président de l'Association centrale de l'industrie polonaise.
Il est inhumé au cimetière de Powązki à Varsovie.

## Mariage
Le 5 mars 1905 à Zakopane, il épouse Jadwiga Jełowicką.

## Sources
- VIAF
- Pologne
- NUKAT

- (pl) Cet article est partiellement ou en totalité issu de l’article de Wikipédia en polonais intitulé « Stanisław Sebastian Lubomirski » (voir la liste des auteurs).